# Lara Heß
Lara Heß (* 1. August 1997 in Duisburg) ist eine deutsche Fußballspielerin.

## Karriere

### Spielerin
Heß startete ihre Karriere beim Duisburger FV 08 und wechselte anschließend in die Jugend des FCR 2001 Duisburg. Zur Saison 2013/2014 rückte sie in den Regionalligakader der zweiten Duisburger Mannschaft auf und erzielte am 7. September 2014 ihr erstes Saisontor bei einem 1:0-Sieg über den SC Fortuna Köln. Am 14. Dezember 2014 stand sie erstmals im Bundesligakader des MSV und debütierte im Spiel gegen den 1. FFC Frankfurt in der Frauen-Bundesliga (0:4-Heimniederlage). Im Sommer 2017 verließ Heß den MSV Duisburg und wechselte zum Zweitligisten Bayer 04 Leverkusen.

### Trainerin
In der Saison 2016/17 war Heß Co-Trainerin der U-16 des MSV Duisburg in der B-Juniorinnen-Niederrheinliga.